# Ivan Ribič
Ivan Ribič, slovenski pisatelj, režiser, filmski in televizijski scenarist, * 23. januar 1920, Ljubljana, † 2. februar 1982, Bled.

## Življenjepis
Ivan Ribič se je rodil v Ljubljani opernima pevcema Avgustu in Ivanki Ribič. V Ljubljani je do 1928 obiskoval osnovno šolo, nato do 1940 gimnazijo. Po maturi se je vpisal na ljubljansko Filozofsko fakulteto, kjer je študiral primerjalne književnosti, študij pa je 1941 zaradi italijanske okupacije prekinil. Že na   univerzi je sodeloval v OF. Italijani so ga marca 1942 zaprli in internirali v Gonars in Monigo. Leta 1943 je odšel v partizane, kjer je bil med drugim komandant Koroškega odreda (1944) in načelnik štaba Kozjanskega odreda; leta 1946 pa je bil odpuščen iz vojske. Do 1948 je bil režiser v mariborski operi. Nato je od leta 1951 do 1953 predaval na Metalurškem tehnikumu na Jesenicah, nakar je živel kot svoboden književnik na Bledu.

## Literarno delo
Ribič je pričel pisati že pred vojno. Njegovo pripovedništvo teži k fabulativno razgibanim stanjem, v katerih se morajo junaki neizprosno opredeljevati, večkrat zaznamovani s trgično krivdo, ki jim jo je vsilila nesmiselna vojna.  Napisal je več povesti iz partizanskega življenja; pisal pa je tudi filmske in televizijske scenarije. Njegova dela (povesti, romani in novele): Ljudje onkraj reke (1947), Stopinje v snegu (1953), Zgodba o zakladu (1953), Gozdovi so mi povedali (1954), Koča nad slapom (1954), Andraževa sreča (1954), Dolina miru (1956), Sin (1958), Zgodilo se je jutri (1961). Za mladino je napisal Povesti z gora in povest Kala, po kateri je bil posnet film.

## Scenariji
Filmski scenariji temeljijo večinoma na nasprotju med prvinskim otroškim svetom in surovostjo vojne. Ribič spretno menjava  lirične prizore, večkrat obarvane tudi s humorjem, s prizori nevarnosti v uravnoteženo celoto. Po njegovih scenarijih so bili posneti filmi Dolina miru (režiser France Štiglic, 1956), Ne joči, Peter (režiser F. Štiglic, 1964), dva filma o Kekcu; Srečno, Kekec (1963 in Kekčeve ukane (1968) oba po literarni predlogi J. Vandota, režija J. Gale), ter dve televizijski nadaljevanki VOS (6 epizod 1965, 7 epizod 1971, režija F. Štiglic).
Za filmski scenarij Ne joči , Peter je bil Ivan Ribič leta 1964 na puljskem filmskem festivalu nagrajen z Zlato areno.